# Lubiszynek Pierwszy
Lubiszynek Pierwszy – osada w Polsce położona w województwie pomorskim, w powiecie nowodworskim, w gminie Ostaszewo na obszarze Żuław Wiślanych. Wieś jest częścią składową sołectwa Jeziernik. 
W latach 1975–1998 miejscowość położona była w województwie elbląskim.
Inne miejscowości z prefixem Lubisz/Lubiesz w nazwie: Lubiszyn, Lubiszewo, Lubieszewo, Lubieszyn, Lubieszynek